# گیلزبرگ (داکوتای شمالی)
گیلزبرگ(به انگلیسی: Galesburg) شهری در ایالت داکوتای شمالی کشور ایالات متحده آمریکا است که جمعیت آن در سرشماری سال ۲۰۱۰ میلادی، ۱۰۸ نفر بوده‌است.